# Bernard Dietz
Bernard Dietz (* 22. březen 1948, Hamm) je bývalý německý fotbalista, který reprezentoval Západní Německo. Nastupoval především na pozici obránce.
Se západoněmeckou reprezentací vyhrál mistrovství Evropy 1980, přičemž na tomto turnaji vedl mužstvo jako kapitán. Získal též stříbro z mistrovství Evropy 1976. Zúčastnil se též světového šampionátu v Argentině roku 1978. V národním týmu odehrál 53 utkání.
Celou kariéru strávil v německé Bundeslize. Nejlepšího výsledku dosáhl v sezóně 1977/78, kdy s MSV Duisburg skončil na šestém místě. V první Bundeslize odehrál 495 zápasů, v nichž vstřelil 77 branek.